# Мендичино, Леонардо
Леона́рдо Мендичи́но (итал. Leonardo Mendicino; родился 25 июня 2006, Карате-Брианца) — итальянский футболист, опорный полузащитник «Аталанты», выступающий на правах аренды за клуб «Реджана».

## Клубная карьера
Воспитанник «Аталанты», Мендичино дебютировал за основную команду клуба 14 декабря 2023 года, выйдя на замену в матче Лиги Европы против «Ракува».

## Карьера в сборной
Выступал за сборные Италии до 16, до 17 и до 18 лет.